# Jordi Tiñena i Amorós
Jordi Tiñena Amorós (Barcelona, 3 de maig de 1955 - Tarragona, 23 de març de 2018) fou un escriptor i catedràtic de llengua i literatura catalanes de secundària. Es va llicenciar en Filologia Hispànica i en Filologia Catalana i es va doctorar en Filologia Catalana amb la tesi La novel·la històrica catalana (1862-1882), Universitat de Barcelona, 1992 (TDX, 2015).
Va néixer en una família barcelonina de classe treballadora. El seu pare, Fernando, era mestre calderer, i la seva mare Maria va ser modista i mestressa de casa. De jove, i ja a Tarragona on es van traslladar per la feina del pare, es va involucrar en la lluita política comunista i antifranquista des del Partit del Treball d’Espanya (PTE) i es va presentar a les primeres eleccions democràtiques de l'estat el 1977, a la llista de Tarragona per al Congrés per Esquerra de Catalunya - Front Electoral Democràtic. Va formar part de l'Assemblea de Catalunya.
Jordi Tiñena va treballar a l’Institut públic de Campclar de Tarragona, la biblioteca del qual porta el seu nom. Va fer catorze versions i edicions de clàssics catalans dirigits al món educatiu, com Tirant lo Blanc, Curial e Güelfa, el Llibre de les dones, Lo Somni o Partinobles; i va escriure tretze novel·les, entre altres treballs, també periodístics. Cinc de les seves novel·les tenen com a escenari la ciutat de Tarragona, però totes enllacen amb obres de la literatura universal i els seus personatges i les trames plantegen els grans temes transcendents de la humanitat, entre la moral i la barbàrie. Va guanyar el Premi de Novel·la Ciutat d’Alzira (1994), el Premi Pin i Soler de narrativa (1998), el Premi Tarragonès de Creació (2015) i el Premi Enlaira a la Trajectòria (2016). Va ser finalista del premi Carlemany, del Llorenç Villalonga i del Sant Joan, de novel·la.
Jordi Tiñena va pertànyer a l'Associació d’Escriptors en Llengua Catalana (AELC) i al col·lectiu Escriptors del Camp de Tarragona (ESCAT). Soci d'Òmnium Cultural, va ser membre de la Junta de l'entitat al Tarragonès (1983-1991). Va formar part del Consell Social de la Universitat Rovira i Virgili (URV), designat pel Parlament de Catalunya a proposta d’Iniciativa per Catalunya (2004-2010). Era partidari de la independència de Catalunya.
L’any 2019 es van dur a terme unes jornades (Càtedra Josep Anton Baixeras de la URV) i una exposició municipal, titulades “El plaer d’escriure”, sobre la seva trajectòria literària i personal; i es va publicar un llibre, amb el mateix títol, que presenta estudis sobre la seva obra per part d’onze autors i coordinat per Magí Sunyer (Diputació de Tarragona, Col·lecció Ramon Berenguer IV, 2019).

## Obres
Novel·les
- Mort a Menorca (1994). Finalista del Premi Carlemany (1994)
- Un dia en la vida d’Ishak Butmic (1995). Premi de Novel·la Ciutat d’Alzira (1994)
- Els vespres de don Magí Castellarnau (1995)
- La dona del grill (1996)
- El comediant de Perpinyà (1997). Finalista del Premi Llorenç Villalonga (1996)
- Dies a la ciutat (1999). Premi Pin i Soler de narrativa (1998)
- L’ombra del coronel (2002)
- El mercant (2005)
- Peix de gat (2011)
- El gos suïcida (2012). Finalista del Premi Sant Joan (2010)
- La mort sense ningú (2016)
- El somriure del viking (2017)
- Joc d'identitats (2018)